# Hap Sharp
 James "Hap" Sharp  va ser un pilot de curses automobilístiques estatunidenc que va arribar a disputar curses de Fórmula 1.
Hap Sharp va néixer l'1 de gener del 1928 a Tulsa, Oklahoma, Estats Units i va morir el 7 de maig del 1993.

## A la F1
Va debutar a la vuitena i última cursa de la temporada 1961 (la dotzena temporada de la història) del campionat del món de la Fórmula 1, disputant el 8 d'octubre del 1961 el GP dels Estats Units al circuit de Watkins Glen.
Hap Sharp va participar en un total de sis proves puntuables pel campionat de la F1,disputades en quatre temporades diferents consecutives (1961 - 1964) aconseguint com a millor classificació un setè lloc i no assolí cap punt pel campionat del món de pilots.

## Resultats a la Fórmula 1
| Any  | Equip                  | Xassís  | Motor  | 1   | 2   | 3   | 4   | 5   | 6   | 7   | 8       | 9      | 10     | Posició | Punts |
| ---- | ---------------------- | ------- | ------ | --- | --- | --- | --- | --- | --- | --- | ------- | ------ | ------ | ------- | ----- |
| 1961 | 'Hap' Sharp            | Cooper  | Climax | MON | HOL | BEL | FRA | GBR | ALE | ITA | USA 10  |        |        | -       | 0     |
| 1962 | 'Hap' Sharp            | Cooper  | Climax | HOL | MON | BEL | FRA | GBR | ALE | ITA | USA     | SUD 11 |        | -       | 0     |
| 1963 | Reg Parnell Racing     | Lotus   | BRM    | MON | BEL | HOL | FRA | GBR | ALE | ITA | USA Ret | MEX 7  | SUD    | -       | 0     |
| 1964 | Rob Walker Racing Team | Brabham | BRM    | MON | HOL | BEL | FRA | GBR | ALE | AUT | ITA     | USA NC | MEX 10 | -       | 0     |

### Resum
| Curses: | Victòries: | Pòdiums: | Poles: | Voltes ràpides: | Punts: |
| ------- | ---------- | -------- | ------ | --------------- | ------ |
| 6       | 0          | 0        | 0      | 0               | 0      |